# Rada Języka Kaszubskiego
Rada Języka Kaszubskiego (kaszub. Radzëzna Kaszëbsczégò Jãzëka) – organ przy Zrzeszeniu Kaszubsko-Pomorskim, zajmujący się między innymi regulacją etnolektu kaszubskiego oraz upowszechnianiem i promowaniem wiedzy o nim. Została powołana 26 sierpnia 2006 roku jako jeden z elementów realizacji Strategii Rozwoju Języka Kaszubskiego, w jej skład wchodzi 17 członków. Organami Rady są Zebranie Plenarne, Prezydium Rady oraz Przewodniczący Rady (obecnie funkcję tę pełni Danuta Pioch). Faktyczną działalność Rada rozpoczęła 2 października 2006, wtedy też wybrano pierwszego przewodniczącego - został nim Witold Bobrowski.